# Różyny
Różyny (niem. Rosenberg) – wieś w Polsce położona w województwie pomorskim, w powiecie gdańskim, w gminie Pszczółki przy drodze krajowej nr 91 i na trasie linii kolejowej Gdańsk – Tczew – Bydgoszcz.
Transport publiczny jest obsługiwany przez Przewozy Regionalne (przystanek kolejowy Różyny) oraz linie autobusowe 3/803 (Gdańsk – Pszczółki) i 50 (Gdańsk – Tczew).
W latach 1945–1998 miejscowość należała do województwa gdańskiego. Siedziba klubu sportowego GLKS Różyny.
Miejscowość posługuje się swoim herbem, przedstawiającym w tarczy dzielonej w pas, w polu górnym niebieskim: 3 złote księżyce, w polu dolnym srebrnym: 3 czerwone róże.

## Historia
Pierwsze wzmianki o Różynach pochodzą z 1342 roku. Wieś została lokowana w 1347 na prawie chełmińskim. Aktu lokacji dokonał wielki mistrz krzyżacki Henryk Dusemer. Do 1454 była to własność krzyżacka wójtostwa tczewskiego, a następnie do 1773 Korony Polskiej. W latach 1773–1918 Różyny podlegały administracji zaboru pruskiego, w 1919 znalazły się na terenie Wolnego Miasta Gdańska, a 1 września 1939 wraz z nim zostały włączone do III Rzeszy. Wiosną 1945 roku Różyny po 172 latach znalazły się ponownie w Polsce.

## Zabytki
Według rejestru zabytków NID na listę zabytków wpisane są:
- kościół filialny pw. św. Wawrzyńca z poł. XVIII w., nr rej.: 221 z 6.08.1962
- dom mieszkalny nr 14-16 z 1905, nr rej.: 1100/92 z 6.03.1992
- murowano-szachulcowy dom podcieniowy nr 17 (d. 32) z XVIII w., nr rej.: 21 z 29.01.1949.

### Kościół

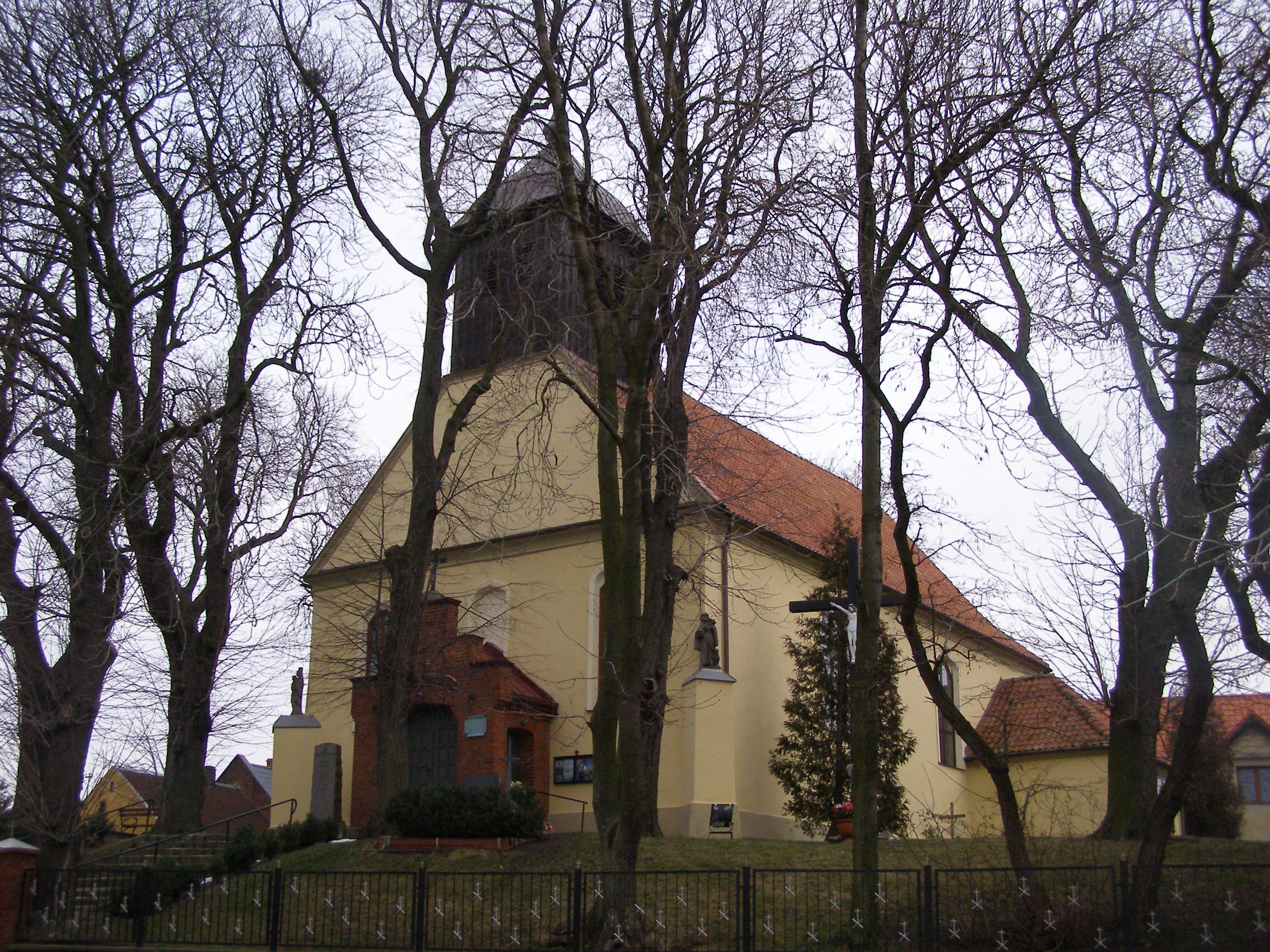
Kościół pw. św. Wawrzyńca

Pierwszy kościół w Różynach powstał dzięki oliwskim cystersom już w połowie XIV wieku; wtedy też powstała miejscowa parafia. W latach 1580–1596 kościół znajdował się w rękach protestantów, natomiast w 1614 stał się filialnym kościołem parafii katolickiej w Łęgowie, którym pozostawał aż do 1986 r. 
Obecny kościół pw. Świętego Wawrzyńca z 1746 zbudowany został z inicjatywy przeora oliwskiego Iwo Rowedera na fundamentach gotyckich w miejscu zrujnowanego kościoła drewnianego. Jest to budowla jednonawowa, z trójbocznie zamkniętym prezbiterium, które przykrywa drewniany strop z ażurowymi wspornikami pod belkami. Zachowało się barokowe wyposażenie wnętrza, w tym: obraz Ukrzyżowania w ołtarzu głównym, rokokowa chrzcielnica, ambona, dwa ołtarze pochodzące prawdopodobnie z katedry oliwskiej – ołtarz boczny św. Bernarda z 1720 i ołtarz szafkowy z 1800, srebrny relikwiarz z relikwiami św. Wawrzyńca z XVIII wieku oraz jedyne zachowane organy znanego gdańskiego organmistrza Friedricha Rudolfa Dalitza z 1787 roku. W ołtarzu przy południowej ścianie znajduje się obraz przedstawiający opactwo oliwskie ze św. Bernardem z datą 1746, fundacji Iwo Rowedera. W murze kościelnym zachowała się kula armatnia z czasów kampanii napoleońskiej 1807 r, w fasadę wtopiona ryglowa wieża. Obecnie parafia należy do dekanatu Pruszcz Gdański w archidiecezji gdańskiej.
Na terenie przykościelnym w 2020 roku objęto ochroną jako pomniki przyrody dwa kasztanowce: "Laurencjusz" o obwodzie 316 cm oraz "Wawrzyniec" o obwodzie 325 cm.